# Michael Rockefeller
Michael Clark Rockefeller (18 de mayo de 1938-desaparecido el 19 de noviembre de 1961) fue un antropólogo y coleccionista de arte estadounidense, el tercero de los hijos del gobernador de Nueva York y vicepresidente de los Estados Unidos Nelson Rockefeller y de Mary Todhunter. Miembro de la cuarta generación de la familia Rockefeller, desapareció durante una expedición en la región Asmat, al sudoeste de la Nueva Guinea Neerlandesa.

## Biografía
Rockefeller se graduó en la Universidad de Harvard con título honorario cum laude en 1960. Sirvió durante seis meses como soldado del Ejército estadounidense. Tiempo después participó en una expedición del Museo Peabody de Arqueología y Etnología de Harvard para estudiar a la tribu dani, localizada en el oeste de la denominada Nueva Guinea Neerlandesa por aquel entonces. La expedición rodó Dead Birds (pájaros muertos), un filme documental etnográfico producido por Robert Gardner, y para el que Rockefeller participó como grabador de sonido. Junto a un amigo se separó de la expedición para estudiar a la tribu asmat del sur de la isla. Después de volver con la Expedición Peabody, Michael regresó de nuevo a Nueva Guinea Neerlandesa para estudiar más detalladamente a los asmat y documentar su arte.

## Desaparición
El 17 de noviembre de 1961, Rockefeller y el antropólogo neerlandés René Wassing estaban en una canoa de 12 metros y a unas tres millas de la orilla, cuando su embarcación se inundó y volcó. Sus dos guías nativos nadaron para ayudarlos, pero tardaron en llegar. Después de esperar un tiempo, Rockefeller dijo a Wassing «creo que podré lograrlo» y nadó hacia la orilla. Wassing fue rescatado al día siguiente, mientras que Rockefeller no volvió a ser visto, a pesar de la intensa búsqueda y del enorme esfuerzo realizado para encontrarlo. En su momento la desaparición de Rockefeller fue una noticia mundial.

## Especulaciones
Muchos creen que Rockefeller se ahogó o fue atacado por un tiburón o un cocodrilo. Pero debido a que los "cazadores de cabezas" y el canibalismo estaban latentes en algunas regiones Asmat en 1961, se ha especulado sobre la posibilidad de que fuera asesinado y devorado por los nativos de aquellas regiones. Durante los años siguientes a su desaparición, han surgido rumores de manera periódica sobre un hombre blanco conviviendo con los nativos. Estos rumores no tienen credibilidad entre la gente familiarizada con la región.
En 1969, el periodista Milt Machlin viajó a Nueva Guinea Neerlandesa para investigar la desaparición de Rockefeller. Descartó las noticias sobre Rockefeller viviendo como cautivo o como figura de la jungla, pero concluyó que había evidencias circunstanciales que sustentaban la idea de que había sido asesinado. Como se supo entonces, un gran número de líderes del pueblo Otsjanep, a donde aparentemente logró llegar Michael, habían sido asesinados por una patrulla holandesa en 1958, y esto habría propiciado la posibilidad de una venganza en contra de la "tribu blanca". Por otro lado, ni el canibalismo ni los cazadores de cabezas habían desaparecido de la zona, pudiendo formar parte de un ciclo de venganza "ojo por ojo", y así es posible que Rockefeller se hubiera encontrado inadvertidamente como víctima del ciclo de represalias iniciado por la patrulla holandesa.
Otra de las versiones es similar, pero difiere en que la patrulla holandesa, que estaba compuesta por un policía holandés (sin experiencia en el trato con las tribus locales) acompañado de policías nativos, se encontró a la vuelta de un recodo de un río con una gran cantidad de guerreros que iban a enfrentarse a otra tribu (desde hacía tiempo se estaba desarrollando una guerra local entre tribus). La patrulla se asustó y abrió fuego contra los guerreros, resultando muertos tres de ellos. La religión y costumbres locales obligaban a cobrarse una vida por otra, y siendo el jefe de la patrulla blanco, debían acabar con la vida de un blanco. Se cree que Rockefeller, que no sospechaba ningún peligro, ya que había tenido contacto con esta tribu otras veces y siempre de manera amistosa, fue la víctima de esta especie de "ojo por ojo".
Un libro llamado Rocky Goes West (Rocky va hacia el oeste) del autor Paul Toohey afirmó que, en 1979, la madre de Rockefeller contrató a un investigador privado para ir a Nueva Guinea Neerlandesa y tratar de resolver el misterio de su desaparición. La veracidad de la historia ha sido cuestionada, pero Toohey afirma que el investigador privado canjeó un motor para bote por tres cráneos, de tres hombres que la tribu afirmaba eran los únicos hombres blancos que habían matado. El investigador regresó a Nueva York y presentó los cráneos a la familia convencido de que uno de ellos pertenecía a Rockefeller. Sobre si este evento realmente ocurrió, la familia nunca lo comentó.

## Artefactos y fotografías de los asmat
Muchos de los artefactos asmat recolectados por Rockefeller forman parte de la colección Michael C. Rockefeller en el Museo Metropolitano de Arte en Nueva York. El Museo Peabody exhibe regularmente 3500 fotografías tomadas por Michael durante la expedición a Nueva Guinea.